# ソユーズTMA-4
ソユーズTMA-4 (Союз ТМА-4 / Soyuz TMA-4) は、国際宇宙ステーション (ISS) への往来を目的としたソユーズのミッション。コールサインは「アルタイール」。ソユーズFGによって打ち上げられた。

## 乗組員

### 打上げ時
- アンドレ・カイパース (1) -  オランダ（欧州宇宙機関）

#### ISS第9次長期滞在クルー
- ゲンナジー・パダルカ (2) -  ロシア
- マイケル・フィンク (1) -  アメリカ合衆国

### 帰還時
- ゲンナジー・パダルカ (2) -  ロシア
- マイケル・フィンク (1) -  アメリカ合衆国
- ユーリ・シャーギン (1) -  ロシア

## ISSとのドッキング
- 結合 2004年4月21日 05:01 UTC（ザーリャ）
- 分離 2004年10月23日 21:08 UTC

## ミッションハイライト
アンドレ・カイパースは国際宇宙ステーション (ISS) に9日間滞在した後、第8次長期滞在クルーと共にソユーズTMA-3で帰還した。ゲンナジー・パダルカおよびマイケル・フィンクは第9次長期滞在として半年間をISSで過ごした後、第10次長期滞在クルーのリロイ・チャオおよびサリザン・シャリポフと交替し、ユーリ・シャーギンと共に帰還した。